# Ernst van Saksen
Ernst van Saksen (Meißen, 25 maart 1441 - Colditz, 26 augustus 1486) was de oudste zoon van keurvorst Frederik II van Saksen en Margaretha van Oostenrijk.
Hij regeerde over Keurvorstendom Saksen, Thüringen en Meißen, samen met zijn broer Albrecht van Saksen. In 1485 besloten beide broers tot de splitsing van de gebieden bij de Verdeling van Leipzig. Ernst verkreeg de gebieden die verbonden waren met de Saksische keurvorstelijke waardigheid in  Wittenberg, het zuiden van Thüringen, Vogtland en delen van het Pleißeland, het Keurvorstendom Saksen (1485-1547). Hij overleed na een val met zijn paard.

## Huwelijk en kinderen
Ernst was in 1460 gehuwd met Elisabeth van Beieren (1443-1484), dochter van hertog Albert III van Beieren-München en Anna van Braunschweig-Grubenhagen-Einbeck (1414–1474), en werd vader van:
- Christina (1461-1521), gehuwd met koning Hans van Denemarken (1455-1513)
- Frederik III van Saksen (1463-1525)
- Ernst II van Saksen
- Albrecht IV van Saksen
- Johan de Standvastige (1468-1532)
- Margaretha (1469-1528), gehuwd met hertog Hendrik VII van Brunswijk-Lüneburg (1468-1532).

## Voorouders
| Overgootouders               | Frederik III van Meißen (1332-1381) ∞ Catharina van Henneberg (-1397)            | Frederik III van Meißen (1332-1381) ∞ Catharina van Henneberg (-1397)            | Hendrik de Milde van Brunswijk-Lüneburg (–1416) ∞ Sophia van Pommeren (–)        | Hendrik de Milde van Brunswijk-Lüneburg (–1416) ∞ Sophia van Pommeren (–)        | Leopold III van Oostenrijk (1351-1386) ∞ Verde Visconti (1352–1414)                | Leopold III van Oostenrijk (1351-1386) ∞ Verde Visconti (1352–1414)                | Ziemovit IV van Mazovië (1352–1425) ∞ Alexandra van Litouwen (–)                   | Ziemovit IV van Mazovië (1352–1425) ∞ Alexandra van Litouwen (–)                   |
| Grootouders                  | Frederik I van Saksen (1370-1428) ∞ Catharina van Brunswijk-Lüneburg (1395-1442) | Frederik I van Saksen (1370-1428) ∞ Catharina van Brunswijk-Lüneburg (1395-1442) | Frederik I van Saksen (1370-1428) ∞ Catharina van Brunswijk-Lüneburg (1395-1442) | Frederik I van Saksen (1370-1428) ∞ Catharina van Brunswijk-Lüneburg (1395-1442) | Ernst I van Oostenrijk (1377–1424) ∞ Cymburgis van Mazovië (1394–1429) (1436–1467) | Ernst I van Oostenrijk (1377–1424) ∞ Cymburgis van Mazovië (1394–1429) (1436–1467) | Ernst I van Oostenrijk (1377–1424) ∞ Cymburgis van Mazovië (1394–1429) (1436–1467) | Ernst I van Oostenrijk (1377–1424) ∞ Cymburgis van Mazovië (1394–1429) (1436–1467) |
| Ouders                       | Frederik II van Saksen (1412-1464) ∞ Margaretha II van Oostenrijk (1416-1486)    | Frederik II van Saksen (1412-1464) ∞ Margaretha II van Oostenrijk (1416-1486)    | Frederik II van Saksen (1412-1464) ∞ Margaretha II van Oostenrijk (1416-1486)    | Frederik II van Saksen (1412-1464) ∞ Margaretha II van Oostenrijk (1416-1486)    | Frederik II van Saksen (1412-1464) ∞ Margaretha II van Oostenrijk (1416-1486)      | Frederik II van Saksen (1412-1464) ∞ Margaretha II van Oostenrijk (1416-1486)      | Frederik II van Saksen (1412-1464) ∞ Margaretha II van Oostenrijk (1416-1486)      | Frederik II van Saksen (1412-1464) ∞ Margaretha II van Oostenrijk (1416-1486)      |
| Ernst van Saksen (1441-1486) |                                                                                  |                                                                                  |                                                                                  |                                                                                  |                                                                                    |                                                                                    |                                                                                    |                                                                                    |